# مارکو لشکویچ
مارکو لشکویچ (کرواتی: Marko Lešković؛ زادهٔ ۲۷ آوریل ۱۹۹۱) بازیکن فوتبال اهل کرواسی است.
از باشگاه‌هایی که در آن بازی کرده‌است می‌توان به باشگاه فوتبال رییکا و باشگاه فوتبال اوسیک اشاره کرد.
وی همچنین در تیم‌های ملی فوتبال  زیر ۲۰ سال کرواسی، زیر ۲۱ سال کرواسی و کرواسی بازی کرده‌است.